# Senecio vestitus
Senecio vestitus là một loài thực vật có hoa trong họ Cúc. Loài này được (Thunb.) P.J.Bergius miêu tả khoa học đầu tiên năm 1767.